# Kris Kramski
Kris Kramski est un photographe, musicien et cinéaste français qui a réalisé des films pornographiques primés aux États-Unis entre 1996 et 2002.

## Biographie
En 2004, Kris Kramski réalise le clip de la chanson Cherry Blossom Girl du groupe Air et en 2016 une comédie satyrique, Dieudamné.

## Récompenses et distinctions
Récompenses
- 1997 : Hot d'or - Catégorie Meilleur nouveau réalisateur (pour Lisa)[3],[4]
- 1998 : Hot d'or - Catégorie Meilleur réalisateur américain[5],[3]

Nominations
- 2003 : AVN Award – Catégorie Meilleur réalisateur (Film)[6]

## Filmographie
- 1996 : SexHibition (1, 2 et 3)
- 1997 : Klimaxx
- 1997 : Lisa[7]
- 1997 : Models
- 1998 : American Girl in Paris
- 1998 : Cape Sin
- 1998 : Porno X
- 1999 : Chloe
- 2000 : Belle de jour
- 2000 : Free Sex
- 2000 : Porno Vision
- 2001 : DJ Groupie
- 2002 : America XXX: A Tribute to Sex and Rock 'n Roll
- 2016 : Dieudamné

## Crédits
- (en) Cet article est partiellement ou en totalité issu de l’article de Wikipédia en anglais intitulé « Kris Kramski » (voir la liste des auteurs).